# Wojdagi (Białoruś)
Wojdagi (biał. Вайдагі; ros. Войдаги) – wieś na Białorusi, w obwodzie grodzieńskim, w rejonie werenowskim, w sielsowiecie Podhorodno.
Do II wojny światowej okolica szlachecka. W dwudziestoleciu międzywojennym leżały w Polsce, w województwie nowogródzkim, w powiecie lidzkim, w gminach Aleksandrowo (do 1925), Mackiszki (1925–1929) oraz Werenów (od 1929). Po II wojnie światowej w granicach Związku Radzieckim. Od 1991 w niepodległej Białorusi.